# Шин, Константин
Константин Шин (27 марта 1921 года, деревня Нижний Монгугай, Раздольнинская волость, Никольск-Уссурийский уезд, Приморская область, Дальневосточная республика — дата смерти неизвестна, Сырдарья, Ташкентская область) — звеньевой колхоза «Новая жизнь» Нижне-Чирчикского района Ташкентской области, Узбекская ССР. Герой Социалистического Труда (1950).

## Биография
Родился в 1921 году в крестьянской семье в корейской деревне Нижний Монгугай Никольск-Уссурийского уезда.
В 1932 году окончил семь классов местной сельской школы. Трудился рядовым колхозником в местном колхозе «Новая жизнь». В 1937 году вместе с родителями депортирован на спецпоселение в Ташкентскую область Узбекской ССР. Трудился звеньевым полеводческого звена в колхозе «Новая жизнь» Нижне-Чирчикского района.
В 1949 году полеводческое звено под руководством Константина Шина собрало в среднем с каждого гектара по 91,8 центнеров зеленцового стебля кенафа на участке площадью 14 гектаров. Указом Президиума Верховного Совета СССР от 18 сентября 1950 года удостоен звания Героя Социалистического Труда «за получение в 1949 году высоких урожаев зеленцового стебля кенафа на поливных землях при выполнении колхозами обязательных поставок и контрактации сельскохозяйственной продукции, натуроплаты за работу МТС и обеспеченности семенами всех культур для весеннего сева 1950 года» с вручением ордена Ленина и золотой медали «Серп и Молот».
С 1955 года — рядовой колхозник в колхозе имени Кирова Октябрьского района Ташкентской области. С 1958 по 1979 года трудился в колхозе «Правда», совхозах «Сырдарья» и «Шаликор» Сырдарьинского района Ташкентской области. В 1980—1981 годах трудился в колхозе «Интернационал» Янгиюльского района Ташкентской области.
Персональный пенсионер союзного значения. В последние годы своей жизни проживал в городе Сырдарья Ташкентской области.
Дата смерти не установлена.